# Aladdin (músico)
Romeu Mantovani Sobrinho (São Paulo, 1941), mais conhecido por Aladdin, é um guitarrista brasileiro, notório por seu trabalho com a banda The Jordans, e com a sua banda Aladim Band. Em 2012, ele foi eleito pela revista Rolling Stone Brasil um dos  70 Mestres Brasileiros da Guitarra e do Violão, que assim o descreveu: "com mais de 50 anos na ativa, Aladdin tem se mostrado um dos mestres do rock instrumental brasileiro, honrando a tradição de bandas como The Ventures e Shadows".
Aladdin também é citado no livro Heróis da Guitarra Brasileira: Literatura Musical, de Leandro Souto Maior e Ricardo Schott.